# Bjarni Ólafur Eiríksson
Bjarni Ólafur Eiríksson (ur. 28 marca 1982) – islandzki piłkarz, środkowy obrońca, od początku 2013 roku piłkarz klubu Valur Reykjavík.

## Kariera klubowa
Bjarni piłkarską karierę rozpoczynał w Valur Reykjavík i od samego początku stał się piłkarzem podstawowym. W tym klubie grał do 2005 roku, a w styczniu następnego roku kupił go duński Silkeborg IF. Po dwóch sezonach spędzonych w tym klubie powrócił do Valuru. Po trzech dobrych sezonach zainteresował się nim Stabæk IF i przebywa w tym klubie na testach, które zakończyły się przejściem do klubu z Tippeligaen.

## Kariera reprezentacyjna
Bjarni zagrał 2 mecze w reprezentacji Islandii U-21. W seniorskiej reprezentacji zadebiutował 17 sierpnia 2005 roku w wygranym 4:1 meczu towarzyskim z RPA.